# ایهالا اوماتا
ایهالا اوماتا (به لاتین: Ihala Omatta) یک منطقهٔ مسکونی در سری‌لانکا است که در استان جنوبی (سری‌لانکا) واقع شده‌است.